# Euphorbia jubaeaphylla
Euphorbia jubaeaphylla är en törelväxtart som beskrevs av Eric R.Svensson Sventenius. Euphorbia jubaeaphylla ingår i släktet törlar, och familjen törelväxter. Inga underarter finns listade i Catalogue of Life.